# Ilona Benz

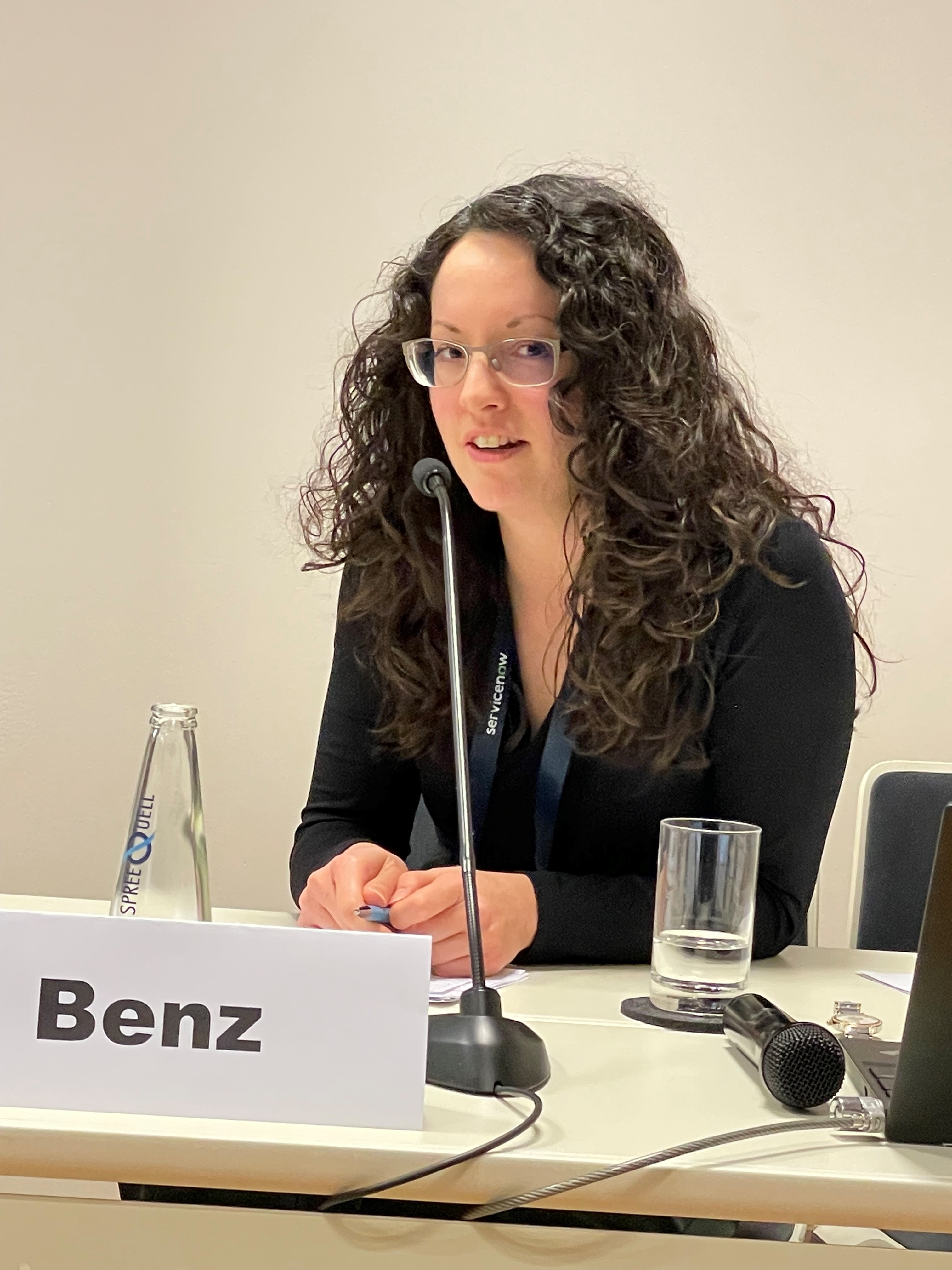
2024 Ilona Benz

Ilona Benz (* Oktober 1990  in Bad Friedrichshall) ist eine deutsche Staatswissenschaftlerin, Smart-City-Expertin und Fachbuchautorin. Sie war bis Jahresende 2024 Chief Digital Officer der Stadt Kaiserslautern und ist aktuell in der Beratung tätig.

## Leben und beruflicher Werdegang

### Smart  City
Benz war ab Februar 2022 Geschäftsführerin der Digitalisierungsagentur KL.digital der Stadt Kaiserslautern und wurde anschließend auch zur Chief Digital Officer der rheinland-pfälzischen Stadt ernannt. Unter der Dachmarke „Herzlich digital“ verantwortete sie gemeinsam mit ihrem Team den Digitalisierungsprozess in der bundesgeförderten Smart City Kaiserslautern. Sie war verantwortlich für die Leistrategie zur digitalen Transformation der Stadt. Zuvor hat sie als Leiterin der Stabsstelle Digitalisierung beim Gemeindetag Baden-Württemberg e. V. mehr als fünf Jahre lang kleine Gemeinden des ländlichen Raums auf ihrem Weg in die digitale Zukunft begleitet.

### Wissenschaftliche Arbeit
An der Zeppelin Universität in Friedrichshafen forschte sie zur Digitalisierung kleinerer Kommunen und promovierte bei Jörn von Lucke im Jahr 2023. Dabei ging es um die Nutzbarmachung des Konzepts der Smart City für kleine Kommunen im ländlichen Raum. Dabei ging es ihr um eine kommunale, nicht rein technozentrierte Perspektive. Zuvor studierte sie Steuerrecht und Europäisches Verwaltungsmanagement in Ludwigsburg, Kehl und Brüssel.
Sie lehrte 2018 bis 2022 als Dozentin im Qualifizierungsprogramm „Kommunale Digitallotsen“, Modul „Chancen der Digitalisierung für Kommunen“ bei der Verwaltungsschule des Gemeindetages Baden-Württemberg.

### Publizistisches Wirken
Benz publiziert zu Themen der kommunalen Digitalisierung in ihren Büchern, Herausgeberwerken und Fachzeitschriften. Zudem ist sie als Kolumnistin für das Fachmagazin KOMMUNAL tätig. In der Fachzeitschrift „Innovative Verwaltung“ engagiert sie sich als Mitglied des Fachbeirates. Auch spricht sie auf Podien als Expertin zur digitalen Transformation in Kommunen.

## Veröffentlichungen (Auswahl)
- Smarte Kommune / Kleine Gemeinden auf dem Weg zur Smart City. Springer Verlag, Wiesbaden 2023, ISBN 978-3-658-42887-7.
- Zukunft smarte Kommune – Modellentwurf, Vorgehen und Handlungsempfehlungen für kleine Städte und Gemeinden. Dissertation. Springer Fachmedien, Wiesbaden 2023, ISBN 978-3-658-40372-0.
- mit   Gerald G. Sander: Kommunaler Breitbandausbau im Spannungsfeld von Gemeindewirtschaftsrecht und EU-Wettbewerbsrecht. (= Schriftenreihe der Freiherr vom Stein-Akademie für Europäische Kommunalwissenschaften. Band 10). Kommunal- und Schul-Verlag, Wiesbaden 2018, ISBN 978-3-8293-1406-0.
- Breitbandversorgung. In: C. Neu (Hrsg.): Handbuch Daseinsvorsorge, Ein Überblick aus Forschung und Praxis. VKU-Verlag, München/Berlin 2022, S. 230–235.
- Startups als Innovationsmotoren in Kommunen: Ein Einblick in die Innovationslandschaft in Baden-Württemberg. In: F.-R. Habbel, D. Robers, J. Stember (Hrsg.): Innovative Kommune, Mindset, Konzepte, Ideen und Praxisbeispiele zukunftsorientierter Städte, Gemeinden und Landkreise. Springer Gabler, Wiesbaden 2022, S. 251–259.
- Mit Open Government kleine Städte und Gemeinden stärken. In: R. Laumer (Hrsg.): Kommunales Open Government: Grundlagen, Praxis, Perspektiven. Büchner Verlag, Marburg 2021, S. 260–266.
- Kommunale Landesverbände als Digitalisierungsbegleiter von Städten und Gemeinden: Die Zukunftsinitiative des Gemeindetags Baden-Württemberg. In: J. Stember, W. Eixelsberger, A. Spichiger, A. Neuroni, F.-R. Habbel, M. Wundara (Hrsg.): Aktuelle Entwicklungen zum E-Government: Neue Impulse und Orientierungen in der digitalen Transformation der öffentlichen Verwaltung. Springer Gabler, Wiesbaden 2021, S. 245–263.
- mit Franz-Reinhard Habbel: Ein Steuermann für jedes Rathaus. In: C. Etezadzadeh (Hrsg.): Smart City – Made in Germany. Springer Fachmedien, Wiesbaden 2020, S. 39–46.